# Ebersbach (Buch)
Ebersbach ist ein Ortsteil des Marktes Buch im schwäbischen Landkreis Neu-Ulm.

## Geographie
Das Kirchdorf Ebersbach liegt drei Kilometer nordöstlich des Gemeindezentrums und ist mit diesem über die Staatsstraßen 2018 und 2030 verbunden.

## Geschichte
Ebersbach war ein Ortsteil der Gemeinde Nordholz und wurde mit dieser am 1. Mai 1978 in den Markt Buch eingegliedert.